# Jigme Singye Wangchuck nationalpark

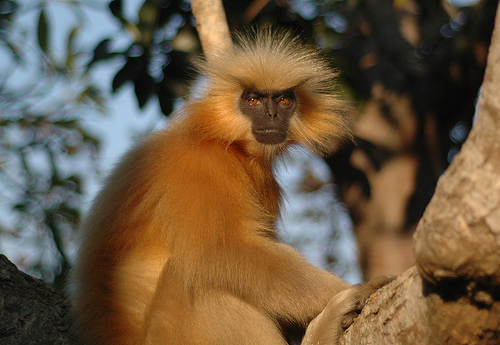
Gyllen langur

Jigme Singye Wangchuck nationalpark är en 1 730 km² stor nationalpark i centrala Bhutan. Den inrättades 1995 och den har djupa dalgångar samt höga bergstoppar, främst i Black Mountain Range.
Parken har en nordlig gräns mot Jigme Dorji nationalpark och den är sammanlänkad med ytterligare fyra skyddszoner. I skyddsområdet registrerades 39 däggdjursarter, cirka 270 fåglar, 139 olika fjärilar och 16 fiskarter. Kännedomen om grod- och kräldjur förändras varje år. Parken är rik på svampar, orkidéer och örter. Bland däggdjuren kan nämnas den bengaliska tigern, kattbjörn, gyllen langur, myskhjortar, trädleopard och gaur. Den utrotningshotade kejsarhägern häckar i parken och rosthalsad näshornsfågel, satyrtragopan samt himalayamonal är vanliga.
Ungefär 5000 personer fördelar sig på parkens byar. Parkens huvudbyrå ligger i orten Trongsa och det finns ytterligare 6 platser för förvaltningen.